# Fidiobia drakei
Fidiobia drakei är en stekelart som först beskrevs av Dmitriy Alekseevich Ogloblin 1944.  Fidiobia drakei ingår i släktet Fidiobia och familjen gallmyggesteklar. Inga underarter finns listade i Catalogue of Life.